# Pearl Dawn
Pearl Dawn es un rascacielos de Durban, la tercera ciudad más grande de Sudáfrica. Se construyó entre 2006 y 2010. Está diseñada con un estilo futurista. Es el edificio más alto de Durban y el 4° edificio más alto de Sudáfrica. Mide 152 metros de altura y tiene 31 pisos.